# Устье Видлицы
У́стье Ви́длицы (карел. Ust′u) — посёлок в составе Видлицкого сельского поселения Олонецкого национального района Республики Карелия.

## Общие сведения
Расположен на восточном берегу Ладожского озера, в устье реки Видлица.
Через посёлок проходит линия Янисъярви — Лодейное Поле Волховстроевского отделения Октябрьской железной дороги и автотрасса А130 Олонец — Питкяранта («Голубая дорога»).
Посёлок образован в 1957 году в результате объединения деревни Устье Видлицы и посёлка железнодорожной станции Видлица.
В посёлке сохраняются памятники истории:
- Могила майора Кротова Григория Ивановича (1908—1944) — командира 92 танкового полка
- Памятное место, где 23 и 25 июня 1944 года Ладожской военной флотилией были высажены десанты моряков 70-й и 3-й морских стрелковых бригад, обеспечивших наступление войск 7-й армии

## Население
| 2002 | 2009 | 2010 | 2013 |
| ---- | ---- | ---- | ---- |
| 756  | ↘671 | ↘618 | ↘584 |

## Улицы
- ул. Железнодорожная
- ул. Ладожская
- пер. Ладожский
- ул. Кротова
- ул. Песочная
- пер. Пионерский
- ул. Привокзальная
- ул. Рыбацкая